# Bianchin
Bianchin je priimek več oseb:    
- Antonio Bianchin, italijanski rimskokatoliški škof
- Helen Bianchin, avstralska pisateljica